# Małaja Nazarowskaja
Małaja Nazarowskaja (ros. Малая Назаровская) – wieś w Rosji, w rejonie wożegodskim obwodu wołogodzkiego. W 2021 r. była niezamieszkana.